# Lordelo do Ouro
Lordelo do Ouro was een freguesia in de Portugese gemeente Porto en telt 22.212 inwoners (2001). In 2013 werd Lordelo do Ouro samengevoegd met Massarelos tot een nieuwe freguesia: Lordelo do Ouro e Massarelos.